# 鹿児島市電谷山線
谷山線（たにやません）は、鹿児島県鹿児島市高麗町の武之橋停留場から鹿児島市東谷山二丁目の谷山停留場までを結ぶ鹿児島市交通局（鹿児島市電）の軌道路線である。

## 沿線概要
沿線には、カーフェリー乗り場のある鴨池港や鴨池球場がある。涙橋停留場付近から谷山停留場まで指宿枕崎線と併走する。路線のうち涙橋停留場から谷山停留場の間は専用軌道区間である。

## 路線データ
- 路線距離（営業キロ）：6.4 km[3]
- 軌間：1435 mm[3]
- 停留場数：14（起終点含む）
- 複線区間：全線複線[3]
- 電化区間：全線電化（直流600 V）

## 運行形態
1系統（鹿児島駅前 - 武之橋 - 谷山）が6 - 8分間隔（ラッシュ時は4 - 5分間隔）で運行されている。

## 利用状況
2022年度の最混雑区間は南鹿児島駅前停留場→涙橋停留場間(7:30-8:30)で、混雑率は約105%である。

## 歴史
1912年に鹿児島で最初に開業した電車の路線は鹿児島電気軌道谷山線であるが、この路線は法規上軽便鉄道として建設された。これは連結運転を考慮したためといわれている。開業時7両の電車（木製単車）が用意され、1913年以降に電動貨車が加わり手小荷物や鮮魚の運搬に使用された。また路線では1915年以降鴨池 - 谷山間が単線化され捻出した軌条や枕木などを新線建設に転用した。この区間が複線に復活したのは1949年であった。
開業時より武之橋 - 谷山間は全線専用軌道であったが1960年に武之橋附近の路線の東側に新道が建設され中央部に軌道を移設することになった。1959年度より軌道基面降下工事（道床を道路と同平面まで下げる）がすすめられていき、1963年11月に鴨池 - 郡元間も鴨池停留場付近の高架線が併用軌道となり、同停留場は二階建ての駅舎であったが解体された。1964年2月武之橋併用橋完成により新屋敷-郡元間が併用軌道となった。

### 年表
- 1911年（明治44年）8月3日 - 軽便鉄道免許状下付（鹿児島-谷山間）[9]
- 1912年（大正元年）
  - 6月5日 - 建設工事に着工する[10]。
  - 11月23日 - 武之橋 - 谷山村間が竣工[10]。
  - 12月1日 - 鹿児島電気軌道が武之橋 - 谷山間を開業[11]。
- 1915年（大正4年）9月15日 - 単線変更申請が認可（二軒茶屋-谷山間）[12]され着工[10]。
- 1917年（大正6年）5月16日 - 単線変更申請認可（鴨池-二軒茶屋間）[12]。
- 1927年（昭和2年）1月24日 - 谷山から慈眼寺間の延伸免許が申請される[13]
- 1928年（昭和3年）
  - 7月1日 - 鹿児島市電気局に移管[14][13]。
  - 12月28日 - 軽便鉄道から軌道へ変更認可[注 2][16]。
- 1933年（昭和8年）1月26日 - 鹿児島市交通課に改組
- 1944年（昭和19年）10月24日 - 鹿児島市交通部に改組。
- 1945年（昭和20年）
  - 6月17日 - 空襲により運休[17]。
  - 6月29日 - 運行再開[17]。
- 1947年（昭和22年）12月20日 - 複線化工事竣工運行認可（鴨池-二軒茶屋間）[17]。
- 1948年（昭和23年）2月3日 - 複線化工事竣工運行認可（二軒茶屋-脇田間）[17]。
- 1949年（昭和24年）
  - 9月1日 - 二中通停留場が交通部前停留場に改称[18]。
  - 12月29日 - 複線化工事竣工（脇田-谷山間）谷山線全線で複線が復活[19]。
- 1952年（昭和27年）10月1日 - 鹿児島市交通局に改組。交通部前停留場が交通局前停留場に改称[20]。
- 1956年（昭和31年）10月1日 - 競馬場前停留場を南港入口停留場に改称[20]。
- 1959年（昭和34年）10月1日 - 郡元停留場を新川停留場に改称[20]。
- 1967年（昭和42年）1月1日 - 新川停留場を涙橋停留場に、南港入口停留場を南鹿児島駅前停留場に改称[20]。
- 1960年（昭和35年）
  - 2月28日 - 軌道移設（下り武之橋-荒田八幡間）[21]。
  - 3月1日 - 軌道移設（上り武之橋-荒田八幡間）[21]。
- 1979年 - 宇宿一丁目停留場を新設[20]。
- 2015年（平成27年）5月1日 - 交通局前停留場を二中通停留場に改称。
- 2019年（令和元年）7月3日 - 大雨の影響で南鹿児島駅付近で崖崩れが発生し、郡元 - 谷山間が運休となる（翌4日の17時より運転再開）。

## 停留場一覧
| 駅番号  | 停留場名           | 駅間 キロ | 営業 キロ | 周辺施設・接続路線                    | 軌道     |
| ------- | ------------------ | --------- | --------- | ------------------------------------- | -------- |
| I11     | 武之橋停留場       | -         | 0.0       | 鹿児島市電：第一期線                  | 併用軌道 |
| I12     | 二中通停留場       | 0.3       | 0.3       |                                       | 併用軌道 |
| I13     | 荒田八幡停留場     | 0.5       | 0.7       |                                       | 併用軌道 |
| I14     | 騎射場停留場       | 0.5       | 1.2       |                                       | 併用軌道 |
| I15     | 鴨池停留場         | 0.5       | 1.7       |                                       | 併用軌道 |
| I16 I17 | 郡元停留場         | 0.3       | 2.0       | 鹿児島市電：唐湊線                    | 併用軌道 |
| I18     | 涙橋停留場         | 0.4       | 2.4       |                                       | 併用軌道 |
| I19     | 南鹿児島駅前停留場 | 0.5       | 2.9       | 九州旅客鉄道：指宿枕崎線 ⇒ 南鹿児島駅 | 専用軌道 |
| I20     | 二軒茶屋停留場     | 0.7       | 3.6       |                                       | 専用軌道 |
| I21     | 宇宿一丁目停留場   | 0.4       | 4.0       |                                       | 専用軌道 |
| I22     | 脇田停留場         | 0.3       | 4.3       |                                       | 専用軌道 |
| I23     | 笹貫停留場         | 0.6       | 4.9       |                                       | 専用軌道 |
| I24     | 上塩屋停留場       | 0.8       | 5.7       |                                       | 専用軌道 |
| I25     | 谷山停留場         | 0.7       | 6.4       |                                       | 専用軌道 |

### かつて存在した停留場
- 海浜院通停留場（1912年12月1日開業、1918年1月13日廃止）
- 笹貫停留場は官報[22]によれば海浜院道停留場と同日に廃止されており、昭和2年版の鉄道停車場一覧[23]によるとその後1920年2月9日に復活している。

## その他
市に移管される前に涙橋 - 谷山間の軽便線を指宿線（当時）の建設のため、鉄道省が買収するという話があったが、当時1日あたり90往復運転されていた電車が2 - 4往復に減少し交通機能が衰退するとされ市議会で反対決議され、谷山線の西側に並行新線が建設された。
指宿線（当時）の西鹿児島（当時） - 谷山間に新駅を作ることにも反対があったが、1944年に新駅は開設された。